# Rehabilitació (dret)
La rehabilitació en el dret és el fet que una persona recupera els seus drets, graus i dignitats que van ser annul·lats per un judici davant un tribunal o per decret, així com fora de l'esfera de la justícia pública per un procediment disciplinari intern dins d'una organització (l'exèrcit, una federació esportiva o professional, un organisme polític ecc.).
La rehabilitació pot fer-se de manera automàtica, quan el judici o la pena determina un terme donat. Pot passar-se igualment després d'una amnistia, un judici en apel·lació o després una reobertura del judici en aparèixer elements nous que declaren el culpable innocent. Al cas d'un canvi de règim, per exemple quan una dictadura cau o es dissol i que els presoners polítics o altres adversaris del règim que van perdre els seus drets, sovint són rehabilitats. Un cas especial és la rehabilitació pòstuma. La rehabilitació sovint va junts amb una sol·licitud de compensació econòmica i restitució si s'escau de béns confiscats. Això és el cas de persones destituïdes dels quals els béns van ser confiscats pels nazis o sota les dictadures estalinista i franquista.

## Rehabilitació de les víctimes del franquisme
Després de la dictadura franquista, el procés de rehabilitació va engegar-se molt a poc a poc. Va iniciar-se el 10 de setembre de 2004 amb l'aprovació d'un reial decret de creació d'una comissió interministerial (la Comissió Interministerial per a l'Estudi de la Situació de les Víctimes de la Guerra Civil), presidida per la vicepresidenta María Teresa Fernández de la Vega per a l'estudi de la situació de les víctimes de la Guerra Civil i el franquisme, i cercara la seua «rehabilitació moral i jurídica». La llei de Memòria Històrica (2007) va completar però no acabar l'acció. Queda una acció incomplerta. Fins al 2013, la rehabilitació de Lluís Companys i Jove, president elegit de la Generalitat de Catalunya i condemnat a mort després un judici somari, per exemple, queda inacabada, tal com almenys 43 altres casos de militants republicans. Davant la inèrcia de la justícia de l'Estat Espanyol, el partit ERC va invocar el principi de la competència universal i querellar-se prop de la Justícia argentina.

## Unes rehabilitacions destacades
- Galileo Galilei, condemnat per l'Església catòlica al segle xvi, rehabilitat, però no plenament el 1992
- El Cas Dreyfus (Segle XX), França
- Membres del Partit Socialista Obrer Espanyol rehabilitats el 24 d'octubre de 2009
- Lluís Companys, condemnat el 1940, rehabilitació per l'Estat Espanyol pendent